# Habitat floristique du Parc-du-Mont-Royal
L'habitat floristique du Parc-du-Mont-Royal est une aire protégée du Québec (Canada) situé au cœur du parc du Mont-Royal à Montréal. Cette petite aire protégée de 3 ha a pour mission de protéger une importante population de podophylle pelté (Podophyllum peltatum).

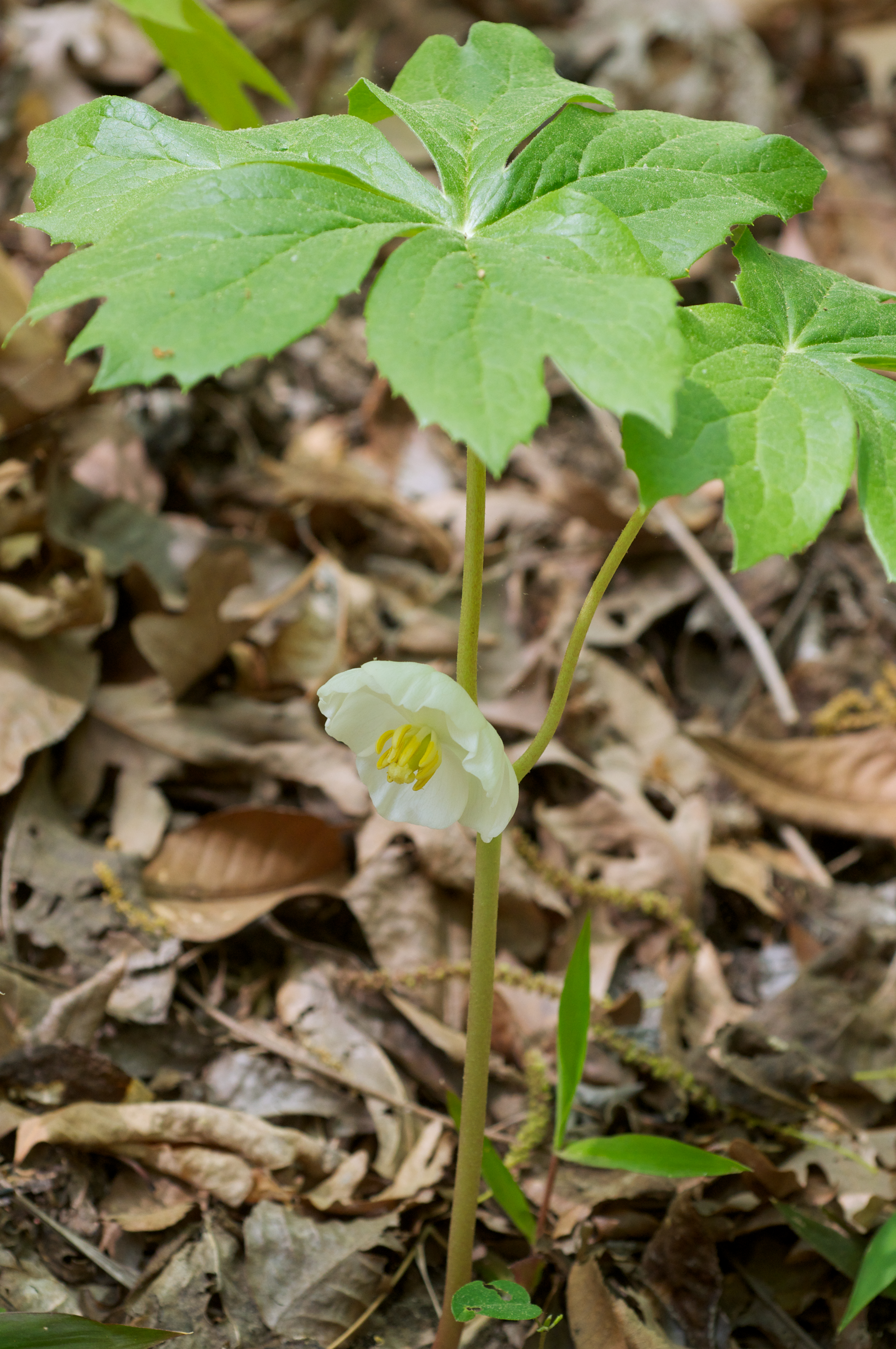
Le podophylle pelté, plante menacée au Québec.